# Lo Fong
Lo Fong (født i Kina) er en fiktiv kinesisk skurk, der optræder i filmen Shanghai Noon fra 2000.

## Tidlige liv
Lo Fong er utrolig stærk og tidligere imperiel livgarde for den kinesiske kejser og er trænet i kampkunst fra Den Forbudte By, som han forlod for, at anvende sine krafter på det onde. Blandt andet blev han fristet fordi han var frustreret over de kongeliges dårlige funktionalitet, og fordi rådet ofte benægtede at skride til vigtige handlinger (på grund af deres principper). 

## Shanghai Noon
Han driver en kinesisk slavelejr, hvor han får alle slaverne til at grave efter guld. Han får sin spion Calvin Andrews, til at bortføre Kinas Prinsesse Pei-Pei, så han kan få Den Forbudte Bys guld som løsepenge og bliver derfor konfronteret af filmens helte Chon Wang og Roy O'Bannon.
Han er allieret med Carson Citys korupte sherrif Nathan Van Cleef.
I filmen er han skaldet, har mørke øjne og en slank, kamptrænet krop på 178 centimeter. Han er i starten af fyrrene.
I filmene bliver han spillet af skuespiller kampstjernen Roger Yuan.